# Volleyballer des Jahres
Volleyballer des Jahres ist ein Titel für Volleyballspieler, der in Deutschland seit 1979 vergeben wird. In Österreich wurde er mit Unterbrechungen von 1980 bis 2005 vergeben. In der Schweiz gibt es seit 2018 die Volley1-Awards für Volleyballspielerinnen.

## Deutschland
Seit 1979 wählen die Leser der Fachzeitschrift Volleyball-Magazin den Volleyballer des Jahres. Bei den Männern ist Georg Grozer junior (von 2010 bis 2014 sowie 2023 und 2024) mit sieben Titeln der erfolgreichste Spieler. Bei den Frauen hält Angelina Grün mit neun Auszeichnungen von 2000 bis 2008 den Rekord.
Im Jahr 1990 wurden zwei Volleyballspieler gekürt, jeweils ein Spieler aus dem Osten und ein Spieler aus dem Westen.
|      | Männer                     | Frauen                           |
| ---- | -------------------------- | -------------------------------- |
| 1979 | Toni Rimrod                | Silvia Meiertöns                 |
| 1980 | Burkhard Sude              | Marina Staden                    |
| 1981 | Burkhard Sude              | Marina Staden                    |
| 1982 | Burkhard Sude              | Gabi Lorenz                      |
| 1983 | Burkhard Sude              | Terry Place-Brandel              |
| 1984 | Burkhard Sude              | Marina Staden                    |
| 1985 | Hee Wan Lee                | Ae Hee Kim                       |
| 1986 | Jörg Brügge                | Sigrid Terstegge                 |
| 1987 | Gabor Csontos              | Renate Riek                      |
| 1988 | Hauke Braack               | Gudrun Witte                     |
| 1989 | Paul Schmeing              | Gudula Staub                     |
| 1990 | Paul Schmeing / René Hecht | Karen Baumeister / Ariane Radfan |
| 1991 | René Hecht                 | Ines Pianka                      |
| 1992 | Georg Grozer senior        | Susanne Lahme                    |
| 1993 | Michael Dornheim           | Susanne Lahme                    |
| 1994 | Wolfgang Kuck              | Grit Naumann                     |
| 1995 | Dirk Oldenburg             | Ines Pianka                      |
| 1996 | Wolfgang Kuck              | Sylvia Roll                      |
| 1997 | Wolfgang Kuck              | Sylvia Roll                      |
| 1998 | Stefan Hübner              | Ulrike Schmidt                   |
| 1999 | Stefan Hübner              | Judith Flemig                    |
| 2000 | Holger Kleinbub            | Angelina Grün                    |
| 2001 | Stefan Hübner              | Angelina Grün                    |
| 2002 | Stefan Hübner              | Angelina Grün                    |
| 2003 | Christian Pampel           | Angelina Grün                    |
| 2004 | Björn Andrae               | Angelina Grün                    |
| 2005 | Björn Andrae               | Angelina Grün                    |
| 2006 | Björn Andrae               | Angelina Grün                    |
| 2007 | Jochen Schöps              | Angelina Grün                    |
| 2008 | Jochen Schöps              | Angelina Grün                    |
| 2009 | Jochen Schöps              | Christiane Fürst                 |
| 2010 | Georg Grozer junior        | Margareta Kozuch                 |
| 2011 | Georg Grozer junior        | Margareta Kozuch                 |
| 2012 | Georg Grozer junior        | Margareta Kozuch                 |
| 2013 | Georg Grozer junior        | Margareta Kozuch                 |
| 2014 | Georg Grozer junior        | Margareta Kozuch                 |
| 2015 | Lukas Kampa                | Maren Brinker                    |
| 2016 | Robert Kromm               | Maren Brinker                    |
| 2017 | Lukas Kampa                | Louisa Lippmann                  |
| 2018 | Lukas Kampa                | Louisa Lippmann                  |
| 2019 | Moritz Reichert            | Louisa Lippmann                  |
| 2020 | Lukas Kampa                | Louisa Lippmann                  |
| 2021 | Björn Andrae               | Louisa Lippmann                  |
| 2022 | Tobias Brand               | Jennifer Janiska                 |
| 2023 | Georg Grozer junior        | Pia Kästner                      |
| 2024 | Georg Grozer junior        | Pia Kästner                      |

## Österreich
In Österreich wurde seit 1980 ein Volleyballer, eine Volleyballerin sowie ein Trainer des Jahres gekürt. Nach nur fünf Jahren stellte man die Wahl jedoch wieder ein, nur 1989 gab es noch mal eine Abstimmung. 2004 und 2005 wurde die Auszeichnung nochmals vergeben. 2005 wurde auch eine Mannschaft des Jahres gekürt.
|      | Männer          | Frauen             | Trainer                  | Mannschaft                 |
| ---- | --------------- | ------------------ | ------------------------ | -------------------------- |
| 1980 | Roman Soukup    | Monika Luda        | Karl Hanzl               |                            |
| 1981 | Joe Horn        | Monika Luda        | Herbert Mark / V. Hancik |                            |
| 1982 | Roman Soukup    | Renate Pfeiffer    | E. Kettner / M. Dinold   |                            |
| 1983 | André Bucher    | Dani Raschenberger | Peter Kleinmann          |                            |
| 1984 | Franz Lamparter | Karin Spalek       | Jiri Vojik / Karl Hanzl  |                            |
| 1989 | Cyril Krejci    | Sabine Mairitsch   |                          |                            |
| 2004 | Darko Antunovic | Cornelia Rimser    | Michael Henschke         |                            |
| 2005 | Daniel Gavan    | Dianna Ojo         | Eva Brodyova             | Jugendnationalteam Mädchen |

## Schweiz
siehe Volley1-Awards